# XEW-TV
XEW-TDT est une station de télévision mexicaine en langue espagnole appartenant à Televisa située dans la ville de Mexico. Elle est à la tête du réseau Las Estrellas.

## Histoire
La chaîne a commencé à diffuser en haute définition en 2008.